# Osborne Bennett Hardison
Osborne Bennett Hardison, Jr. (* 22. Oktober 1928 in San Diego, Kalifornien; † 5. August 1990 in Washington, D.C.) war ein US-amerikanischer Philologe (Anglistik, Amerikanistik) und Literaturwissenschaftler.

## Leben
Hardison studierte kurz am Massachusetts Institute of Technology und arbeitete vorübergehend als Bergmann. An der University of North Carolina at Chapel Hill erwarb er einen Bachelor (1949) und einen Master (1950), an der University of Wisconsin–Madison einen Ph.D. (1956). Er lehrte an der University of Tennessee und an der Princeton University. An der University of North Carolina at Chapel Hill hatte er eine Professur für englische und vergleichende Literatur inne.
Hardison war von 1969 bis 1983 Direktor der Folger Shakespeare Library, wo er unter anderem 1970 eine Serie von Lyrik-Lesungen etablierte, die seit 2010 unter dem Namen O.B. Hardison Poetry Series weitergeführt werden. Außerdem wurde dort von 1991 bis 2009 ein O.B. Hardison Poetry Prize vergeben. Ab 1984 war er Professor für Englische Literatur an der Georgetown University.
1963 erhielt Hardison ein Guggenheim-Stipendium. Für Christian Rite and Christian Drama in the Middle Ages wurde er 1967 mit der Haskins Medal der Medieval Academy of America ausgezeichnet, für Disappearing through the Skylight 1990 mit einem Los Angeles Times Book Prize. 1971 wurde Hardison in die American Academy of Arts and Sciences gewählt. 1974 wurde er Ritter des Verdienstordens der Italienischen Republik und 1983 Mitglied des Order of the British Empire. 1988 war er Präsident der Renaissance Society of America.
Hardison war der Sohn von Osborne Bennett Hardison Sr. (1892–1952), einem Marineoffizier und Kommandanten des Flugzeugträgers Enterprise. Hardison Jr. war mit Mary Frances Fitzgibbon verheiratet, das Paar hatte sechs Kinder. Hardison starb an den Folgen einer Krebserkrankung.

## Werke
- Lyrics and Elegies (Gedichte), 1958
- Modern Continental Literary Criticism, Appleton, 1962
- The Enduring Monument, University of North Carolina Press, 1962
- Encyclopedia of Poetry and Poetics, Princeton University Press, 1965
- Christian Rite and Christian Drama in the Middle Ages, Johns Hopkins University Press, 1965
- Practical Rhetoric, Appleton, 1966
- The Renaissance, P. Owen, 1968
- Toward Freedom and Dignity: The Humanities and the Idea of Humanity, Johns Hopkins University Press, 1974
- Pro Musica Antiqua (Gedichte), Louisiana State University Press, 1978
- Entering the Maze: Identity and Change in Modern Culture, Oxford University Press, 1982
- Prosody and Purpose in the English Renaissance, 1989
- Disappearing through the Skylight, Viking, 1989